# Mammillaria backebergiana
La biznaga de Backeberg (Mammillaria backebergiana) es una planta que pertenece a la familia de las cactáceas (Cactaceae) del orden Caryophyllales.
La palabra Mammillaria viene del latín ‘mam[m]illa’ pezón o teta y de ‘aria’ que posee, lleva, es decir, cactáceas con mamilas. La palabra latina ‘backebergiana’ es en honor al alemán Curt Backeberg, comerciante, horticultor y especialista en cactáceas. Mammillaria backebergiana fue descrita por Francisco Guillermo Buchenau y publicado en National Cactus and Succulent Journal 21: 47, en el año 1966. Es endémica de  México.

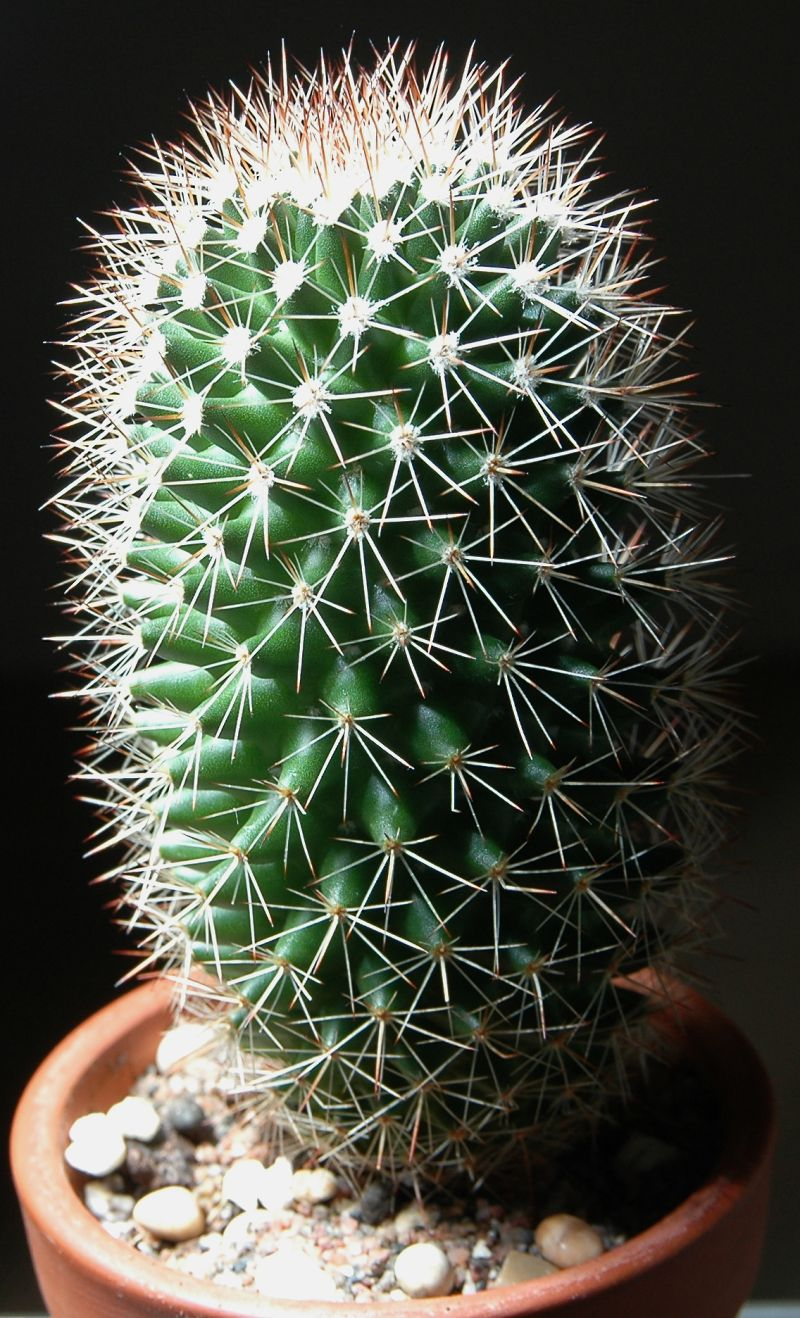
Vista de la planta

## Descripción
Es descrita como una planta simple, con tallos cilíndricos, de 7 a 45 cm de altura y de 4.5 a 7cm de diámetro; presenta protuberancias (tubérculos) cónico-piramidales, con la base romboidal, verde amarillentos, con jugo semi-lechoso; los espacios entre los tubérculos (axilas), son desnudas y rara vez con pelos cerdosos; tienen areolas ovales, con algo de lana cuando jóvenes; presentan 9 a 15 espinas, aciculares, rectas; de 8 a 12 se presentan alrededor de la areola (radiales), de color amarillentas a pardo grisáceas; de 1 a 3 y son centrales, de color pardo amarillento, con la base más oscuras.
Sus flores son en forma de campana, miden de 1.8 a 2 cm de longitud y de 15 a 18 mm de diámetro, son de color rosa carmín o magenta.
los frutos son en forma de chilito, blanquecinos abajo, verdosos arriba.
Las semillas son piriformes, su superficie externa (testa) es ligeramente verrucosa, y son de color pardo.

## Distribución
Mammillaria backebergiana es endémica de México, de una zona limítrofe de los estados de México, Guerrero y Michoacán.

## Hábitat
Se desarrolla a altitudes entre 1400 a 1600 m s. n. m., en la parte alta de barrancas, en suelos arenosos.

## Estado de conservación
La especie se propone en Protección Especial (Pr) en el Proyecto de Modificación de la Norma Oficial Mexicana 059-2015. En la lista roja de la UICN se considera como de Datos Insuficientes (DD). En CITES se valora en el Apéndice II.